# Mount Yakovlev
Mount Yakovlev är ett berg i Antarktis. Det ligger i Östantarktis. Norge gör anspråk på området. Toppen på Mount Yakovlev är 1 998 meter över havet.
Terrängen runt Mount Yakovlev är lite kuperad, och sluttar norrut. Trakten är obefolkad. Det finns inga samhällen i närheten.